# Colonia Santa María (Entre Ríos)
Colonia Santa María es una localidad y centro rural de población con junta de gobierno de 3ª categoría del distrito Tatutí del departamento Federación, en la provincia de Entre Ríos, República Argentina. Se halla sobre la Ruta Provincial 1, la cual constituye su principal vía de comunicación vinculándola al sudeste con Chajarí y al noroeste con San Jaime de la Frontera.
La junta de gobierno agrupa también a la Colonia Las Margaritas, por lo que su nombre completo es Colonia de Santa María y Las Margaritas.
La población de la localidad de Colonia Santa María, es decir sin considerar el área rural, era de 87 personas en 2001, no siendo considerada localidad en el censo de 1991.
La junta de gobierno fue creada por decreto 9254/2005 MGJEOYSP del 26 de diciembre de 2005, asignando la 3ª categoría y fijando sus límites jurisdiccionales.